# 반노 아쓰코
반노 아쓰코(坂野惇子, 1918년 4월 11일 ~ 2005년 9월 24일)는 일본의 사업가이다. 어패럴 메이커 파밀리아 창업자 중 한사람이다.

## 같이 보기
- 벳핀상